# Petro Tyschtschenko
Petro Taras Ostap Tyschtschenko (Viena, 16 de abril de 1943) es un hombre de negocios alemán, de origen austriaco, más conocido por su trabajo en el mercado europeo de la empresa estadounidense de ordenadores Commodore International.

## Reseña biográfica

### Nacimiento e infancia
El padre de Tyschtschenko huyó de su patria anterior, Ucrania, a Austria durante la Primera Guerra Mundial, y allí conoció a su esposa. Se casaron en 1941 y tuvieron un hijo, Petro, en 1943. La familia se mudó a Baviera en Alemania, donde Petro fue a la escuela e hizo su servicio militar en el ejército alemán en 1966.

### Comienzos
Tyschtschenko tuvo su primer contacto con Commodore en 1982, cuando vio un anuncio de trabajo en un periódico. Salomon + Schimmelmann, una empresa cazatalentos alemana, estaba buscando un nuevo administrador de negocios para Commodore. Tyschtschenko se inscribió inmediatamente en una entrevista de trabajo, pero no fue contratado. Sin embargo, más tarde recibió una llamada telefónica de Harald Speyer, director del mercado alemán de Commodore, diciendo que iba a contratarlo como administrador de negocios y quería que empezara lo más pronto posible. Tyschtschenko renunció inmediatamente de su trabajo actual en la empresa Adressograph-Multigraph y se unió a Commodore al día siguiente.
Empieza en 1982 en Commodore GmbH de Alemania, donde estaba de primer responsable de Compras y Logística de la filial como Director de Logística. En 1986, Tyschtschenko se convirtió en el director de Gestión de Materiales y Logística Internacional para todo el mercado europeo de Commodore, responsable de las ventas y prestación de Commodore VIC-20 y Commodore 64s toda Alemania y otros países europeos. Cuando Commodore compró y puso en marcha la empresa del ordenador Amiga Corporation, el trabajo de Tyschtschenko también se expandió a la línea Amiga.
Tyschtschenko se quedó en Commodore todo el tiempo hasta la quiebra de la compañía en 1994. Cuando Commodore quebró, la compañía ESCOM compró los derechos de la línea Amiga y fundó una filial, Amiga Technologies, y contrato a Tyschtschenko como el director general de la filial. Más tarde ESCOM también fue a la quiebra, y los derechos a la línea de Amiga fueron vendidos a Gateway, Inc., que también fundó una filial para Amiga con Tyschtschenko como el CEO. Sin embargo, Gateway abandonó todo el trabajo con el Amiga, que calificó de obsoleta e invendible. Tyschtschenko dimitió de Gateway y comenzó a vender Amigas como un negocio personal a los minoristas en Alemania y la India.

## Vida personal
Tyschtschenko ya no trabaja profesionalmente en el mercado Amiga. Fundó su propia empresa de consultoría Power Service GmbH. Aunque Tyschtschenko ya no trabaja con Amigas, continúa activo como usuario de Amiga y comunidad de fanes, visitando numerosas reuniones del club de Amiga en todo el mundo cada año. Algunos usuarios y fanes de Amiga han remarcado que "lo que Bill Gates es a Microsoft, Petro Tyschtschenko es a Amiga".
Tyschtschenko está casado desde 1970 con su esposa Erika y tiene dos hijos Tanja y Taras.